# Amylascus
Amylascus — рід грибів родини пецицові (Pezizaceae). Назва вперше опублікована 1971 року.

## Класифікація
До роду Amylascus відносять 2 види:
- Amylascus herbertianus
- Amylascus tasmanicus